# دبليو دبليو أن لايف
شبكة المصارعة العالمية تختصر إلي (WWN) وهي منظمة مصارعة محترفين أمريكية وشركة لأنتاج الوسائط الرقمية والفيديو عبر خدمة الطلب. تعمل شركة دبليو دبليو كهيئة إدارة للمجموعة من أتحادات المصارعة المحلية (أو «العلامات التجارية») بما في ذلك EVOLVE و Shine و Full Impact Pro .

## التاريخ
تأسست شركة دبليو دبليو أن من قبل سال هاماوي وتوني فالامونتيس في عام 2001 كموقع للبث المباشر عبر الإنترنت والفيديو حسب الطلب. وفي عام 2003، بدأت WWN في إنتاج أقراص فيديو رقمية لاتحاد فول إمباكت برو الذي يختصر إلي (FIP).
في أوائل عام 2010 شارك جابي سابولسكي في تأسيس أتحاد إيفولف ريسلينج Evolve Wrestling مع الرئيس التنفيذي لشركة دبليو دبليو أن سال هاماوي. بدأ أتحاد إيفولف بفكرة أظهار وعرض المصارعين المقبلين الذين لم يكونوا يظهرون في عروض دراجون جيت يو إس إيه DGUSA. منذ ذلك الوقت، صقل سابولسكي أسلوب الحجز الخاص به. وشهد شهر أغسطس من عام 2014 إعادة إطلاق الحيقية لاتحاد إيفولف ريسلينغ، بحيث أنشأ هوية فريدة من نوعها مع المواهب المميزة الموجودة في الاتحادات الكبري مثل دبليو دبليو إي وإيه إي دبليو وأن دبليو إيه وتي أن إيه ورينج أوف أونور وغيرها اليوم.
تعد أتحادات دراجون جيت يو اس إيه وإيفولف ريسلينغ كلاهما تحت إدارة الشركة الأم لدبليو دبليو. في عام 2011، أطلقت شركة دبليو دبليو ان WWN خدمة البث المباشر لعروض الشهرية المدفوعة الخاصة بهم علي موقعهم الإلكتروني www. WWNLive.com.و بحيث ساعد سابولسكي في التسويق وإنتاج المحتوى المتميز لموقع WWNLive.com.
و شهد عام 2014 قيام شركة دبليو دبليو بعقد أول عرض خاص لها تحت أسم «سوبر شوز supershows» مع جولة أستمرت لمدة أسبوعين في الصين. وتم أيضًا عرض أول برنامج دبليو دبليو أن سوبر شو WWN Supershow في الولايات المتحدة الأمريكية في عام 2014. بحيث تدور فكرة العرض WWN Supershow في الجمع بين مباريات اللقب والمواهب من جميع الاتحادات التابعة للدبليو دبليو أن WWN بالإضافة إلى المصارعين الكبار الذين يتمتعون بكونهم جاذبين للجماهير مثل إي سي ثري ودرو جالاوي والهارديز وغيرهم الخاصة للضيوف.
عقد أتحاد دراجون جيت يو إس إيه Dragon Gate USA حدثه الأخير في عام 2014 ويعد هذا الأتحاد الآن أتحاد مغلق حاليًا. ويشغل جابي سابولسكي حاليًا منصب نائب رئيس العلاقات للمواهب والإبداع والتسويق بشبكة دبليو دبليو أن WWN مع تركيزه الرئيسي على عروض إيفولف ريسلينغ ودبليو دبليو أن سوبر شوز. ويعمل سابولسكي أيضًا في التسويق والترويج لماركات دبليو دبليو إن الأخرى، بما في ذلك أتحادي فول إمباكت برو وشاين ريسلينغ والأتحاد الاخير يعد أتحاد ترويجي لجميع النساء.
في نوفمبر 2014، نظم أتحاد إيفولف ريسلينغ عدة عروض بالتعاون مع أتحاد دراغون جيت يو إس إيه وفول إمباكت برو وشاين ريسلينغ، وكل ذلك تحت راية دبليو دبليو ان لايف WWNLive وذلك لقيام بجولة في الصين. في الشهر التالي، أعلنت شركة دبليو دبليو أن لايف عن صفقة طويلة الأمد مع شركة Great-Wall International Sports Management وذلك للقيام بجولات منتظمة في آسيا، تبدأ في ربيع عام 2015.
في عام 2015، افتتحت شركة دبليو دبليو أن WWNLive منشأة تدريب الخاصة بها في مدينة ترينيتي بولاية فلوريدا تحت اسم ورلد ريسلينغ نتورك أكاديمي بالإنجليزية "World Wrestling Network Academy".
خلال عام 2015، دخلت شركة دبليو دبليو أن في علاقة عمل مع أتحاد دبليو دبليو أي عن طريق أتحادهم الخاص إيفولف وذلك ليتم عرض كل عروض الاتحاد عبر شبكة دبليو دبليو أي
،  بينما شارك مصارعو NXT سامي زين وتشاد غابل وجيسون جوردان في عروض إيفولف بأدوار غير مصارعة. في يناير 2016، ظهر المدير العام للـ NXT وليام ريجال والرئيس التنفيذي لشركة دبليو دبليو إي تربل إتش في عرض Evolve 54. كجزء من العلاقة، تم إعلان في مارس 2016 أن أتحاد إيفولف سيعقد مباريات تصفيات من بطولة WWE's Cruiserweight Classic.
في 24 أكتوبر 2016، أعلنت شركة دبليو دبليو أن لايف وفلو سبورتس FloSports عن خدمة بث جديدة، تبدأ في 4 نوفمبر 2016. من خلال هذه الخدمة، يمكن للمشتركين الوصول إلى كل من أحداث البث المباشر وكذلك الأحداث مكتبة
عروض الشركة عند الطلب، والتي يعود تاريخها إلى عام 2003.
في 22 نوفمبر 2016 تم إعلان أن شركة دبليو دبليو أن لايف
ستقوم بأفتتاح أتحاد مصارعة جديدًا باسم Style Battle في 7 يناير 2017. تم الإعلان أيضًا عن إنشاء بطولة دبليو دبليو أن في 1 أبريل 2017.
في 21 سبتمبر 2017، تم الإبلاغ عن أن شركة فلو سبورتس قد رفعت دعوى قضائية بقيمة مليون دولار ضد شركة دبليو دبليو ان لايف وذلك بسبب زعم الاولي أن الثانية خرقت العقد وقامت بتشويه لـ iPPV و VOD buyres. وفي الوقت نفسه، زعمت دبليو دبليو أن لايف WWNLive أن فلو سبورتس لم تف بالتزاماتها التعاقدية. بسبب الدعوى القضائية، سحبت فلو سبورتس جميع أحداث WWNLive المستقبلية من خدمة البث. في ديسمبر 2017، أطلقت دبليو دبليو أن
خدمة بثها البديلة التي تعرف بأسم نادي دبليو دبليو أن Club WWN.

## أفراد
| اسم الاتحاد            | الأشخاص الرئيسيين            | مقر الأتحاد            | سنوات العمل            |
| ---------------------- | ---------------------------- | ---------------------- | ---------------------- |
| أمريكان كومبات ريسلينغ | ذا فيفيث أفييني أنترتينتمينت | بورت ريتشي ، فلوريدا   | 2001 إلى الوقت الحاضر  |
| دراجون جيت يو إس ايه   | غابي سابولسكي                | فيلاديلفيا، بنسيلفينيا | 2009 - 2015 (شبه مغلق) |
| إيفولف ريسلينغ         | غابي سابولسكي                | فيلاديلفيا، بنسيلفينيا | 2009 إلى الوقت الحاضر  |
| فول إمباكت برو         | سال هاماوي                   | لارجو ، فلوريدا        | 2009 إلى الوقت الحاضر  |
| شاين ريسلينغ           | ديف برازاك                   | يبور سيتي، فلوريدا     | 2012 إلى الوقت الحاضر  |
| ستايل باتل             | غابي سابولسكي                | يبور سيتي، فلوريدا     | 2017 إلى الوقت الحاضر  |
| فيفا لا لوتشا          | روبن زامورا                  | سان دييغو، كاليفورنيا  | 2006 إلى الوقت الحاضر  |

## البطولة
| أسم البطولة                   | البطل الحالي                             | فترة حمل اللقب | تاريخ الفوز     | عدد الايام | الموقع                   | البطل السابق                              |
| ----------------------------- | ---------------------------------------- | -------------- | --------------- | ---------- | ------------------------ | ----------------------------------------- |
| بطولة WWN                     | أوستن ثيوري                              | 2              | 13 يوليو 2019   | 2,078      | فيلاديلفيا، بنسيلفينيا   | جيه كي دريك                               |
| بطولة إيفولف                  | جوش بريجز                                | 1              | 9 نوفمبر 2019   | 1,959      | كوينز ، نيويورك          | أوستن ثيوري                               |
| بطولة إيفولف للفرق            | ذا سكولك (ادريان الانيس وليام جراي)      | 1              | 19 يناير 2020   | 1,888      | فيرن بارك، فلوريدا       | الأفضل في العالم (ديفي فيجا و مات فيتتشي) |
| بطولة FIP العالم للوزن الثقيل | أنتوني هنري                              | 1              | 30 سبتمبر 2018  | 2,364      | يبور سيتي، فلوريدا       | أوستن ثيوري                               |
| بطولة FIP العالم الفرق        | ذا سكولك (ادريان الانيس وليام جراي)      | 1              | 1 نوفمبر 2019   | 1,967      | يبور سيتي، فلوريدا       | ذا بريسبييس (تشانس أورين وعمر أمير)       |
| بطولة FIP فلوريدا الثراثية    | جون ديفيس                                | 1              | 25 مايو 2018    | 2,492      | يبور سيتي، فلوريدا       | إدي توروس                                 |
| بطولة شاين                    | أليسين كاي                               | 2              | 6 مايو 2019     | 2,146      | سابورو، هوكايدو، اليابان | ميو ياماشيتا                              |
| بطولة شاين للفرق              | فريق بي تي واي (جايمي جيمسون ومارتي بيل) | 2              | 19 يناير 2020   | 1,888      | فيرن بارك، فلوريدا       | فريق آي (أجا بيريرا وبيج سولي)            |
| بطولة شاين نوفا               | ناتاليا ماركوفا                          | 1              | 14 ديسمبر 2019  | 1,924      | شيكاغو، إيلينوي          | شوتزي بلاك هارت                           |
| بطولة ACW القتالية            | داني فنسنت                               | 1              | 2 فبراير 2019   | 2,239      | بورت ريتشي ، فلوريدا     | ساويل كالوفر                              |
| بطولة ACW للوزن المتوسط       | صموئيل سي                                | 2              | سبتمبر 2018     |            | فلوريدا                  | ماركوس إيسبادا                            |
| بطولة ACW للوزن الثقيل        | داميان إنجيل                             | 1              | 1 ديسمبر 2018   | 2,302      | بورت ريتشي ، فلوريدا     | ميتش ميتشل                                |
| بطولة ACW للفرق               | ذا بريسيبيس (تشانس تشامب وعمر أمير)      | 1              | 28 أكتوبر، 2017 | 2,701      | بورت ريتشي ، فلوريدا     | فريق ذا ساتايلين (داميان أنجل وإدي توروس) |
| بطولة ACW للسيدات             | أفيري تايلور                             | 1              | 5 ديسمبر 2018   | 2,298      | بورت ريتشي ، فلوريدا     | كاتالينا بيريز                            |

## روابط خارجية
- الموقع الرسمي